# Fateme Karrubi
Fateme Karrubi (perski فاطمه کروبی), ur. jako Fateme Szarifi (ur. 1949 w ostanie Lorestan) – irańska polityk i działaczka społeczna.

## Życiorys
W wieku czternastu lat wyszła za mąż za Mahdiego Karrubiego. Razem z nim działała w opozycji przeciwko rządom szacha Mohammada Rezy Pahlawiego. W latach 70. XX wieku małżeństwo było aresztowane i poddawane represjom przez policję polityczną SAVAK. Po rewolucji islamskiej w Iranie Mahdi Karrubi został przewodniczącym irańskiego parlamentu. Podczas wojny iracko-irańskiej Fateme Karrubi była wiceprzewodniczącą ds. medycznych Fundacji Męczenników, niosącej pomoc żołnierzom i ich rodzinom. Zajmowała się organizacją pomocy medycznej i tworzeniem szpitali. Za swoją działalność została – jako jedyna kobieta – publicznie wyróżniona przez przywódcę rewolucji islamskiej ajatollaha Ruhollaha Chomejniego.
Fateme Karrubi była również sekretarz generalną Islamskiego Stowarzyszenia Kobiet i działała w Partii Zaufania Narodowego, którą kierował jej mąż, publikowała także w redagowanym przez niego tygodniku (w latach 2006–2009). W latach 1996–2000 była deputowaną do parlamentu i wiceministrem pracy. Działała w szczególności na rzecz zwalczania dyskryminacji kobiet na rynku pracy.
Uczestniczyła w kampanii wyborczej swojego męża przed wyborami prezydenckimi w 2009, kierując jego sztabem wyborczym w Teheranie. Wypowiadała się przeciwko decyzji Rady Strażników, zabraniającej kobietom obejmowania urzędu prezydenta Iranu. Po ogłoszeniu zwycięstwa Mahmuda Ahmadineżada w wyborach Fateme Karrubi brała aktywny udział w protestach, których uczestnicy zarzucali władzom sfałszowanie wyników głosowania. 
W lutym 2011, Fateme i Mehdi Karrubi zostali umieszczeni w areszcie domowym, podobnie jak inny kandydat w wyborach prezydenckich w 2009 Mir Hosejn Musawi i jego żona Zahra Rahnaward. Stało się tak po tym, gdy małżeństwo Karrubich wezwało do demonstracji solidaryzujących się z ruchem Arabskiej Wiosny. Po pół roku zwolniono ją ze względów medycznych.